# L'elisir d'amore (film, 1947)
Pour les articles homonymes, voir L'elisir d'amore (homonymie).
Pour plus de détails, voir Fiche technique et Distribution.
L'elisir d'amore est un film italien tourné par Mario Costa en 1946 et sorti en janvier 1947, d'après l'opéra L'elisir d'amore de Gaetano Donizetti (1832). On peut citer Nelly Corradi, Tito Gobbi et Italo Tajo parmi les principaux interprètes, ainsi que, dans des rôles secondaires non crédités, Silvana Mangano et Gina Lollobrigida.

## Synopsis
Nemorino est amoureux d'Adina, mais il est sûr que c’est Belcore qu'elle aime. Dulcamara le persuade d'acheter un philtre d'amour magique, mais ce n’est que du vin qu’il lui vend. Adina accepte d'épouser Belcore, mais c’est pour provoquer Nemorino, qui ne s’en rend pas compte. Nemorino embrasse la carrière militaire pour gagner plus d'argent afin d’acheter davantage de potion magique. Il ne sait pas qu'il a hérité d'une grande fortune alors que tout le village est au courant. Les filles du village courent après lui, ce qui le convainc qu’on peut se fier à la potion magique. Adina rompt son engagement avec Belcore et avoue son amour à Nemorino.

## Fiche technique
- Réalisation : Mario Costa
- Scénario : Mario Costa, Carlo Castelli et Alessandro Cicognini, d'après le livret de Felice Romani, lui-même tiré du livret écrit par Eugène Scribe pour Le Philtre d'Auber
- Musique : Gaetano Donizetti, Orchestre de la RAI, direction Giuseppe Morelli
- Production : Guido Bissi, Alberto Cinquini, Angelo Di Cosimo
- Photographie : Mario Bava
- Direction artistique : Aldo Calvo, Libero Petrasi, Antonio Leonardi
- Montage : Otello Colangeli
- Chorégraphie : Viola Heermann
- Costumes : Elio Costanzi
- Langue de tournage : italien
- Format : noir et blanc
- Durée : 90 minutes
- Date de sortie : janvier 1947 (Italie)

## Distribution
- Nelly Corradi : Adina
- Loretta Di Lelio : Giannetta
- Tito Gobbi : Belcore
- Gino Sinimberghi : Nemorino
- Italo Tajo : Dulcamara
- Fiorella Carmen Forti : amie d'Adina (non créditée)
- Flavia Grande : amie d'Adina (non créditée)
- Gina Lollobrigida : amie d'Adina (non créditée)
- Silvana Mangano : amie d'Adina (non créditée)
- Giuseppe Rinaldi